# Eva Lena
Eva-Lena Lundgren (Piteå, 23 maggio 1962) è un'ex modella e attrice svedese.

## Biografia
Eletta Miss Svezia nel 1981, nello stesso anno si piazzò terza al concorso Miss Mondo e nel 1982 quarta a Miss Europa. Nel 1983 venne inoltre eletta Miss Scandinavia. Ha lavorato come modella sino al 1989.
Nonostante i riconoscimenti ricevuti nel campo della moda e dei concorsi di bellezza, il nome di Eva Lena è in Italia essenzialmente legato alla, seppur breve, carriera cinematografica che ebbe fra il 1985 ed il 1987. Fu infatti chiamata da Paolo Villaggio ad interpretare Eva ed altri numerosi personaggi nel fortunato Superfantozzi (1986), di Neri Parenti, dove vengono narrate le mirabolanti e tragi-comiche disavventure dello sfortunato ragioniere nel corso dei secoli. Non sapendo l'italiano ed avendo una parte piuttosto corposa da interpretare, la Lena venne in questa occasione doppiata da Silvia Pepitoni.
Sempre in Italia nel 1987, appare nella serie TV Professione vacanze nel quarto episodio intitolato Incontri ravvicinati del solito tipo, nel ruolo di una cliente tedesca del villaggio turistico. Verso la fine degli anni ottanta, in mancanza di importanti ingaggi, decise di ritirarsi a vita privata.

## Vita privata
Vive ad Amsterdam, con il marito ed i tre figli, ha lavorato come insegnante di latino e greco alle scuole superiori che utilizzavano il Metodo Montessori.

## Filmografia
- A tu per tu, regia di Sergio Corbucci (1984)
- I soliti ignoti vent'anni dopo, regia di Amanzio Todini (1985)
- Superfantozzi, regia di Neri Parenti (1986)
- Professione vacanze – serie TV, episodio 4 (1987)
- Ellepi, regia di Roberto Malenotti – miniserie TV (1987)
- Don Tonino – serie TV, episodio 2x05 (1990)